# Egypt Station
Egypt Station je sedmnácté sólové studiové album anglického hudebníka Paula McCartneyho. Vydáno bylo 7. září roku 2018 společností Capitol Records. Jde o McCartneyho první album s novými písněmi od roku 2013, kdy vyšlo New, a zároveň první vydané společností Capitol Records od roku 2005 (Chaos and Creation in the Backyard). Převážnou část desky produkoval Greg Kurstin, výjimkou je jedna píseň, pod níž je produkčně podepsán Ryan Tedder.

## Seznam skladeb
1. Opening Station – 0:42
2. I Don't Know – 4:27
3. Come On to Me – 4:11
4. Happy with You – 3:34
5. Who Cares – 3:13
6. Fuh You – 3:23
7. Confidante – 3:04
8. People Want Peace – 2:59
9. Hand in Hand – 2:35
10. Dominoes – 5:02
11. Back in Brazil – 3:17
12. Do It Now – 3:29
13. Caesar Rock – 3:29
14. Despite Repeated Warnings – 6:57
15. Station II – 0:46
16. Hunt You Down / Naked / C-Link – 6:22